# Christina Nauesse
Christina Nauesse (* 14. Januar 1989 in Leipzig), kurz Tina Nauesse ist eine deutsch-mosambikanische Fußballspielerin.

## Leben
Nauesse wurde 1989 als Tochter eines mosambikanischen Vaters und einer deutschen Mutter in Leipzig geboren. In Leipzig besuchte sie die 16. Mittelschule Leipzig in Volkmarsdorf und machte hier 2005 die mittlere Reife.

## Karriere
Nauesse startete ihre Karriere in der Jugend des VfB Leipzig. Nach der Auflösung im April 2004 schloss sie sich dem Nachfolgerverein 1. FC Lokomotive Leipzig an und rückte als B-Jugendliche 2005 in die Seniorenmannschaft der Leipziger in das Regionalliga Team auf. Mit den Lok Leipzig stieg sie in der Saison 2008/09 in die 2. Bundesliga Süd auf und in der Saison 2010/11 in die Frauen-Bundesliga. Dort spielte Nauesse am 26. Februar 2012 ihr Bundesliga-Debüt für den 1. FC Lok Leipzig gegen den 1. FFC Frankfurt. Nauesse spielte fünf weitere Bundesliga-Spiele für Leipzig und stieg am Ende der Saison 2011/12 wieder in die 2. Bundesliga Nord ab. Seit Sommer 2013 steht sie beim Nachfolgeverein des 1. FC Lokomotive Leipzig, dem FFV Leipzig unter Vertrag und spielt weiterhin in der 2. Frauen-Bundesliga Süd.